# STS-103
STS-103 (englisch Space Transportation System) ist die Missionsbezeichnung für einen Flug des US-amerikanischen Space Shuttles Discovery (OV-103) der NASA. Der Start erfolgte am 20. Dezember 1999. Es war die 96. Space-Shuttle-Mission und der 27. Flug der Raumfähre Discovery.

## Mannschaft
- Curtis Brown (6. Raumflug), Kommandant
- Scott Kelly (1. Raumflug), Pilot
- Steven Smith (3. Raumflug), Missionsspezialist
- Michael Foale (5. Raumflug), Missionsspezialist
- John Grunsfeld (3. Raumflug), Missionsspezialist
- Claude Nicollier (4. Raumflug), Missionsspezialist ( ESA/ Schweiz)
- Jean-François Clervoy (3. Raumflug), Missionsspezialist ( ESA/ Frankreich)

Nicollier war bereits an der ersten Wartungsmission für das Hubble-Teleskop (STS-61) beteiligt gewesen, Smith an der zweiten (STS-82). Clervoy und Foale waren schon bei STS-63 gemeinsam im All gewesen.

## Missionsbeschreibung
Hauptaufgabe der Discovery-Crew war die Reparatur wichtiger Bordsysteme des Hubble-Weltraumteleskop. Einige von ihnen waren in der Vergangenheit ausgefallen, andere wurden prophylaktisch erneuert.
Am zweiten Flugtag gelang das Einfangen des Satelliten im ersten Anlauf. Während der Annäherungsphase hatten sich die Außenbordmonteuere bereits auf ihren ersten Einsatz vorbereitet, der noch am 22. Dezember absolviert wurde (Smith und Grunsfeld für 8 Stunden und 15 Minuten). Dabei wurden alle sechs Gyroskope ausgewechselt, die für die genaue Ausrichtung des 11,5 Tonnen schweren Teleskops erforderlich sind. Nachdem Mitte November das vierte Gyroskop ausgefallen war, wurde das Teleskop in einen Schlafmodus versetzt. Die zweite wichtige Aufgabe des ersten Ausstiegs war das Auswechseln von sechs Ladekontrollgeräten an den zehn Jahre alten Akkumulatoren. Diese Kontrollgeräte überwachen die Ladevorgänge und sorgen dafür, dass die Akkus nicht überladen oder überhitzt werden.
Beim zweiten Ausstieg am 23. Dezember (8 Stunden und 10 Minuten) wechselten Foale und Nicollier den Bordcomputer des Teleskops aus. Der betagte 386er (mit 387er Koprozessor) wurde durch einen zwanzigfach schnelleren 486er ersetzt. Außerdem wurde ein 280 kg schwerer Leitsensor ausgetauscht. Mit ihm wird die Orientierung des Satelliten im Weltraum mit hoher Genauigkeit gemessen. Der Satellit verfügt insgesamt über drei solcher Sensoren.
Im Mittelpunkt des dritten Ausstiegsmanövers standen der Austausch eines S-Band-Senders, mit dem die gesammelten Daten zu einem Relaissatelliten übertragen werden. Da diese Transmitter nicht für einen Austausch in der Schwerelosigkeit vorgesehen waren, gestalteten sich die Arbeiten etwas komplizierter. Dank des mitgebrachten Spezialwerkzeugs gelang die Auswechslung jedoch planmäßig. Einer von drei Datenspeichern, ein Bandgerät, wurde durch einen elektronischen Speicher ersetzt. Dieser hat mit zwölf GByte die zehnfache Kapazität. Schließlich wurde die thermische Isolation an den Zugangstüren gewechselt. Auf diese Weise sollen Temperaturprobleme im Inneren des Satelliten vermieden werden.
Da alle vorgesehenen Arbeiten abgeschlossen wurden, konnte das Hubble-Teleskop am ersten Weihnachtstag wieder aus der Ladebucht der Discovery entlassen werden. Die Bodenkontrolle meldete die volle Funktionsfähigkeit des Satelliten, der nach zwei Wochen wieder seinen normalen Betrieb aufnahm.
Die Discovery landete nach knapp acht Flugtagen auf der Shuttle-Landebahn des Kennedy Space Centers. Wegen der damals verbreiteten Unsicherheit um das Jahr-2000-Problem war die Mission gegenüber ursprünglichen Planungen verkürzt worden, um sicherzustellen, dass das Shuttle vor dem 1. Januar 2000 zurück sein würde.

## Trivia

Die Marsflagge

Während des Fluges führte John Mace Grunsfeld eine Marsflagge mit sich, die damit zum ersten Mal im Weltall war.